# Veit Ulrich von Beulwitz
Veit-Ulrich Hans Hermann Ludwig von Beulwitz (* 17. Juli 1899 in Stolzenberg; † 1. Juli 1934 in Berlin-Lichterfelde) war ein deutscher Politiker (NSDAP) und ranghoher SA-Führer. Er wurde während des sogenannten Röhm-Putsches von der Leibstandarte SS Adolf Hitler erschossen.

## Leben

### Jugend und Erster Weltkrieg
Veit-Ulrich entstammte dem alten osterländischen Uradelsgeschlecht von Beulwitz. Er war ein Sohn des herzoglich anhaltischen Kammerherrn und Forstmeisters Roderich von Beulwitz (1862–1939), Gutsherr auf Löhma und Eichicht, und der Louise von Obernitz (1874–1969). 
Nach dem Abitur trat er als Freiwilliger in die 4. Garde-Feld-Pionier-Kompanie der Preußischen Armee ein, mit der er am Ersten Weltkrieg teilnahm. Später wurde er zur 5. Garde-Division versetzt und kämpfte als Leutnant von 1917 bis 1918 an der Westfront. 
1918 besuchte Beulwitz einen Infanteriekurs in Döberitz, außerdem wurde er an der Pionierschule Andenne/Belgien fortgebildet. Im Krieg wurde Beulwitz mit dem Eisernen Kreuz II. Klasse und dem Schwarzburger Ehrenkreuz ausgezeichnet.

### Nachkriegszeit
Nach dem Ende des Krieges gehörte Beulwitz ab 1919 dem Grenzschutz Ost und ab 1920 dem Brandenburgischen Jäger-Bataillon Nr. 3 in Lübben an. Für seinen Einsatz mit der letzteren Formation wurde er mit dem Schlesischen Adler beider Klassen ausgezeichnet. Der republikanischen Reichswehr gehörte er von März bis zu seinem Abschied am 15. Mai 1920 an.
1921 trat Beulwitz dem Freikorps Oberland bei, mit dem er an den Kämpfen während des 3. Oberschlesischen Aufstandes teilnahm.
Während dieser Zeit war Beulwitz im Juli oder August 1921 in einen Fememord verwickelt, dem ein Mitglied der Ehrhardt-Organisation namens Fritz Köhler zum Opfer fiel: Köhler hatte an den Oberschlesien-Kämpfen mit der Selbstschutzorganisation Ehrhardt teilgenommen. Anschließend war er auf dem Gut des Rittergutsbesitzers Ulrich von Richthofen als Feldhüter untergebracht worden. In dieser Stellung lebte er im Forsthaus des Kohlhöher Waldes unter dem falschen Namen "von der Lanken". Nachdem Köhler aus unbekannten Gründen in den Verdacht geriet, ein Verräter zu sein, d. h. Geheimnisse (wahrscheinlich geheime Waffenverstecke) der getarnt als Arbeitskommandos auf verschiedenen Gütern Schlesiens verteilt untergebrachten Angehörigen von paramilitärischen Freikorpsformationen an Behörden oder politische Gegner verraten zu wollen, fassten einige Freikorpsmänner die Entscheidung, ihn umzubringen. An einem Tag im Juli oder August 1921 suchten der Kompanieführer der Organisation Ehrhardt, Ernst Schweninger, sowie die Beulwitz und Martin Lampel, die Schweninger als Offiziere unterstellt waren, zusammen mit Köhler eines der Waffenlager der Organisation auf. Als Köhler sich auf eine entsprechende Aufforderung auf den Boden legte, um zu hören, ob Grundwasser im Waffenlager sprudle, nahm Beulwitz eine Rodehacke und Schlug ihm mit dieser auf den Kopf. Anschließend schoss entweder Lampel oder Beulwitz Köhler mit einer Pistole auf Köhler.
Jahre später wurde gegen Schweninger, Lampel und von Beulwitz Anklage wegen gemeinschaftlicher vorsätzlicher Tötung erhoben. Freiherr Ulrich von Richthofen soll die Tat angeordnet haben. Die Verhaftung Beulwitz wegen dieser Tat erfolgte am 9. November 1929. Das Verfahren wurde mit Beschluss vom 28. November 1930 auf Grund des Gesetzes über Straffreiheit vom 14. Juli 1928 in der Fassung des Gesetzes vom 24. Oktober 1930 eingestellt. Die Tat geschah wohl – so hieß es in der Begründung – „zur Sicherung eines deutschen Waffenlagers“.

### Weiteres Leben in der Weimarer Republik
1921 oder 1922 ging Beulwitz nach München. Dort studierte er fünf Semester lang Maschinenbau an der TH München. Außerdem trat er während dieser Zeit der Organisation Reichsflagge bei.
1922 trat Beulwitz eigenen Angaben in seinen SA-Unterlagen zufolge auf Veranlassung von Ernst Röhm und Hermann Kriebel erstmals in die SA ein. In einem SA-Führer-Fragebogen schreibt er wiederum, dass er 1923 von der Brigade Ehrhardt zur Ausbildung der SA abkommandiert worden sei. 1923 wurde er jedenfalls als Ordonnanzführer im Bereich Organisation, Gerätebeschaffung und -bergung eingesetzt. Während dieser Zeit will er an der Ausbildung der SA für den Deutschen Tag am 1. Mai 1923 und für den Hitlerputsch am 9. November 1923 beteiligt gewesen sein. Außerdem gab er an, Teilnehmer beider Aktionen gewesen zu sein.
Nach dem Scheitern des Putsches wurde Beulwitz Werkstudent, später Kriegsberichterstatter im In- und Ausland. 1929 wurde er im Rahmen eines Femeprozesses zu einer Haftstrafe verurteilt, kam aber nach einer Amnestie vorzeitig in Freiheit. Anschließend war er bis 1933 „ohne festen Erwerb und Brot“. Aus diesem Grund will er auch nicht Mitglied der NSDAP oder der SA geworden sein.
In den Jahren 1930 bis 1933 war Beulwitz Führer von Wehrlagern der Studentenschaft. Daneben trat er im Rahmen von Vortragsreisen an „sämtlichen Hochschulen im Reich“ auf. Ferner war er Leiter von Arbeitsgemeinschaften sowie tätig im Bereich geistige Schulung. Hinzu kamen schriftstellerische Versuche.

### Zeit des Nationalsozialismus und Tod (1933 bis 1934)
Im April 1933, wenige Monate nach der nationalsozialistischen Machtergreifung, wurde Beulwitz Wehrsportlehrer an den Berliner Hochschulen. Zum 7. Juni 1933 trat er offiziell in die NSDAP und in die Sturmabteilung (SA) ein. In dieser wurde er am 6. November 1933 zum Truppführer und am 3. Februar 1934 zum Obertruppführer befördert. Auf Befehl der SA-Gruppe Berlin-Brandenburg nahm er am Reichskuratoriumskurs 1933 in Döberitz teil. Formell gehörte er dem Sturm 12 des II. Sturmbanns der 14. Standarte der SA-Obergruppe Berlin-Brandenburg an.
Am 23. November 1933 wurde Beulwitz als Geländesportlehrer zum SA-Hochschulamt kommandiert. Am 19. März 1934 folgte seine Kommandierung in den Stab des Obersten SA-Führers, d. h. Ernst Röhms, zur Dienstleistung beim SA Presseamt mit Wirkung zum 1. Februar.
Als Adolf Hitler in der Nacht vom 30. Juni auf den 1. Juli 1934 die SA im Rahmen der Röhm-Affäre entmachten ließ, wurde auch Beulwitz von der SS verhaftet und erschossen. Zu diesem Zeitpunkt nahm Beulwitz an einer Pressekonferenz Hermann Görings im Reichspropagandaministerium teil, bei der Göring vom angeblichen Aufstand der SA gegen die Hitler-Regierung berichtete. Als Göring Beulwitz in der Menge der versammelten Presseleute entdeckte, ließ er ihn Werner Stephan zufolge verhaften und zur sofortigen Exekution in die Kadettenanstalt Lichterfelde bringen. Gesichert ist, dass Beulwitz dort am 1. Juli zusammen mit anderen SA-Leuten, v. a. Angehörigen des Stabes von Karl Ernst, wie Wilhelm Sander und Walter von Mohrenschildt, von Hitlers Leibstandarte erschossen wurde. Wohl deswegen wird er in der Literatur häufig als Pressechef der SA-Gruppe Berlin-Brandenburg bezeichnet.
Beulwitz’ Witwe schrieb wenige Tage nach der Erschießung ihres Mannes an Wilhelm von Oertzen, den Gründer und Vorsitzenden der Herrengesellschaft Mecklenburg und Freund Beulwitz’ sowie Patenonkel seines Sohnes Dietz, über die Tat:
„Meine lieben Oertzens! Ihnen allen die unfaßbare Nachricht, daß man mir den Veit Ulli am 1. Juli abends 1/2 8 Uhr in Berlin erschoß. Dieser Patriot aus tiefstem Herzen hatte bestimmt nichts mit der Schurkerei von Röhm zu tun. Es genügte schon für das unglaubliche Blutbad in Berlin das Wort Stabsführer im obersten SA-Presseamt. Ich habe heute noch nichts, kein Zeichen, keine Wertsachen, keine Leiche. Wäre ein Freund nicht zufällig Augenzeuge gewesen, würde ich noch suchen.“
Im Juli 1934 wurde Beulwitz aufgrund eines Sonderbefehls Hitlers postum aus der SA ausgeschlossen. Seine in Magdeburg lebende Witwe erhielt später eine Rente in Höhe von 350 Reichsmark aus Staatsmitteln gezahlt.

## Ehe und Familie
Beulwitz heiratete am 13. Mai 1929 in Rudolstadt Gertraudt Ortloff (* 25. Juli 1906 in Stadtilm; † nach 1966), die Tochter des Oberamtsrichters Wilhelm Ortloff (* 22. September 1869) und der Elisabeth Peters. Aus dieser Ehe ging der Sohn Dietrich Wilhelm Ulrich (* 30. April 1933 in Charlottenburg) hervor, der 1963 Antje de Wit (* 15. September 1938) heiratete. 
Beulwitzs verwitwete Ehefrau heiratete 1936 in zweiter Ehe den Dipl.-Ing. Heinrich Walchenbach, der 1947 im Speziallager Nr. 2 Buchenwald in sowjetischer Gefangenschaft starb, und in dritter Ehe 1957 den Zahnarzt Stephan Sprissler.
Beulwitzs Schwager war der Jurist Gerhard Ortloff (* 25. Juli 1906 in Stadtilm; † 14. Juni 1942 in Tobruk). Durch seine Schwester Waltraut von Beulwitz (* 1902; † 1949).war er auch kurz mit Hanns Günther von Obernitz verschwägert.

## Schriften
- „Hans Westmar Film uraufgeführt im Berliner Capitol am Zoo“, in: Völkischer Beobachter vom 15. Dezember 1933.

## Archivalien
- SA-Unterlagen (Bundesarchiv – ehem. Berlin Document Center – Lichterfelde, SA 4000, Film Nr. 43, Bilder 448–452)